# I'm Ready (album Muddy Waters)
I'm Ready è un album in studio del cantante Muddy Waters, pubblicato nel 1978.
Ha vinto, lo stesso anno, il Grammy Award alla miglior registrazione di musica etnica o tradizionale.

## Descrizione
Si tratta del terzo e ultimo disco prodotto dalla etichetta Blue Sky. È stato registrato in meno di un mese, negli studi Westport del Connecticut.
Ancora una volta Waters è affiancato dalla sua band dell'epoca, con la partecipazione di Big Walter Horton all'armonica. 
È un lavoro che contamina il Chicago blues con strumentazione elettronica. 
Presenta la celebre canzone I'm Your Hoochie Coochie Man, una delle hit maggiori del cantautore americano. 

## Accoglienza
La rivista Suono lo considera il migliore album della trilogia, capace di «rispolverare la grande leggenda del blues».
Rolling Stone, in un articolo del 1978, commenta al riguardo: «I’m Ready e Hard Again sembrano aver ringiovanito Waters (...) Il cantante pare non abbia perso il tocco blues».

## Tracce
Side one
1. I'm Ready (Willie Dixon) – 3:26
2. 33 Years (Morganfield, Charles Edward Williams) – 5:20
3. Who Do You Trust – 5:00
4. Copper Brown (Morganfield, Marva Brooks) – 4:58
5. I'm Your Hoochie Coochie Man (Dixon) – 3:59
6. Mamie (Morganfield, Jimmy Rogers) – 5:35
7. Rock Me – 3:54
8. Screamin' and Cryin' – 5:04
9. Good Morning, School Girl (Sonny Boy Williamson) – 3:27

## Formazione
- Muddy Waters: voce, chitarra
- Jimmy Rogers: chitarra
- Big Walter Horton: armonica
- Bob Margolin: basso elettrico
- Pinetop Perkins: pianoforte
- Willie Smith: batteria
- Johnny Winter: chitarra elettrica
- Jerry Portnoy: armonica

## Classifiche
| Classifica    | Posizione massima | Settimane |
| ------------- | ----------------- | --------- |
| Billboard 200 | 157               | 6         |